# Srpska pravoslavna crkva u Drugom svetskom ratu
Srpska pravoslavna crkva u Drugom svetskom ratu je teško stradala, jer se našla u teškoj poziciji i komplikovanim odnosima između okupatorskih snaga, kolaboracionističkih režima, komunista i oslobodilačkih pokreta.

## Nemci
Nemci su smatrali da su SPC i njeni predstavnici bili glavni saradnici u izvođenju puča 27. 3. 1941. godine. Od početka okupacije Srpska pravoslavna crkva je za Nemce bila ozbiljan politički i obaveštajno-bezbednosni problem. Zbog toga je i prvih dana rata jedan od ciljeva bilo hapšenje crkvenih velikodostojnika, posebno onih koji su bili smatrani najotvorenijim neprijateljima nemačke politike, pre svega patrijarha Gavrila Dožića, episkopa Irineja Đorđevića i Nikolaja Velimirovića.
Okupacione snage su zauzele zgradu Srpske Patrijaršije čime su hteli da unište i onemoguće i centralnu vlast Srpske pravoslavne Crkve. Zgrada Patrijaršije je pretvorena u vojnu kasarnu a sav nameštaj, biblioteka, gotov novac, dragocenosti potpuno su opljačkani a delom i arhive uništene.
U svom izveštaju Gerstenmajer je tvrdio da je teško stanje Srpske pravoslavne crkve bilo „prirodna posledica“ antinemačke politike patrijarha Gavrila, koji je na taj način „bitno doprineo katastrofi svoje zemlje i crkve“. Ukazujući na izuzetno težak položaj SPC i njene pastve u Nezavisnoj Državi Hrvatskoj, prenosio je utisak da „u pravoslavnim krugovima u Srbiji postoji duboki gnev zbog postupaka Hrvata. Od strane ustaša desetine hiljada Srba u Hrvatskoj je prinuđeno da pređe na katolicizam“, dok su drugi ubijani i proterani bez imovine. On je predložio nemačkom poslaniku u Beogradu Bencleru da umesto, po njegovoj oceni, „apsolutno antinemački i šovinističko-srpski“ opredeljenog mitropolita Josifa, za patrijarhovog zamenika bude postavljen episkop Nikolaj, patrijarhov oponent, kome je, opet, nemačkoj strani smetala njegova probritanska orijentacija.

## Kolaboracionističke vlasti u okupiranoj Srbiji
Vlada narodnog spasa Milana Nedića, u cilju borbe protiv partizana i četnika tražila je od SPC aktivniji odnos u cilju osuđivanja otpora okupatoru i podržavanje kolaboracionističke vlade. SPC je odbila saradnju sa Nemcima, pozivajući se na crkvene kanone svetih otaca, i na činjenicu da su patrijarh Gavrilo i episkop Nikolaj, kao i mnogobrojno sveštenstvo, zarobljeni i internirani u nemačke konclogore. Sa Milanom Nedićem su veze održavane silom prilika kako bi se organizacija SPC očuvala tokom rata.
Patrijarha Gavrila uhapsili su Nemci 25. aprila 1941. godine u manastiru Ostrog, a onda je prebačen u zatvor Gestapoa u Beogradu. Intervencijom Milana Aćimovića, Komesarska uprava je uticala na delimično ublažavanje zatvorskog režima, a kasnije je prebačen u strogi pritvor u manastir Rakovicu. Članovima Sinoda odobrena je poseta patrijarhu 7. jula 1941, godine.
Posle formiranja okupacionih vlasti Crkva je radi regulisanja svojih materijalnih primanja od države bila upućena na kontakt sa državnim vlastima. Kako su pak državne vlasti izlazile u tom pogledu i po svojim mogućnostima u susret, Crkva se osećala od domaćih državnih vlasti delimično zaštićena sve dotle dok se nije pokušalo, da se i Crkva uvuče u profanu političku borbu, kojom je dirigovao okupator u smislu svojih okupatorskih: ratnih i opštih političkih ciljeva.
Ljotićevi sledbenici napadali su vrh SPC-a jer se nije jasno stavio na stranu Nedića i osudio oružani otpor okupatoru. Dimitrije Najdanović i Miroslav Spalajković su optuživali SPC da je iznutra nagrađen „crvenim demonizmom“.
| „                                                                                      | Високопреосвећени, ја видим да је наша црква попустила у овим тешким данима и то баш сада када се ја овако очајно борим против комунизма (подвукао К. Пећанац). И поред мојих очекивања, ја до сада нисам чуо да је црква упутила неки апел… Благодарећи мом великом пријатељу Краусу, ја сам успео да отклоним сумње у националну исправност неких црквених руководилаца… Ми не тражимо да Ви узмете мач и пушку, али је данас пре свега ваша дужност да замахнете духовним мачем и осветлате име наше цркве у борби која се данас води. | ” |
| — Коста Пећанац, писмо упућено митрополиту шумадијском Јосифу, 24. априла 1942. године | |   |

## Komunisti
Episkopat SPC komunistima Josipa Broza nikada nije bio naklonjen. Međutim, smatralo se da u postojećim okolnostima, crkva ne sme da se okreće protiv „svoje zabludele dece“ i da raspiruje bratoubilački rat.
Komunisti su od samog početka rata krenuli da se surovo obračunavaju sa SPC. Posebno u delovima Crne Gore i Hercegovine, gde su bili najsuroviji.
Tako je u Crnoj Gori od oko 200 sveštenika, rat preživelo tek 15 zastrašenih crkvenih pastira. Nije preživeo ni sam mitropolit Joanikije (Lipovac) koji je ubijen po okončanju rata, u potoku kod Aranđelovca.
Jedan od prvih crnogorskih sveštenika koga su komunisti pogubili bio je arhimandrit Nikodim Janjušević, iguman manastira Sveti Luka u Župi kod Nikšića. Ubijen je u manastirskom konaku jula 1941. godine, da bi potom njegove ubice opljačkale mnoge manastirske dragocenosti, ali i lične stvari ubijenog arhimandrita.
Partizanska patrola Lovćenskog odreda, čiji je komandant bio Peko Dapčević, ubila je sveštenika Petra Vujovića iz Župe Dobrske i živog bacili u jamu.
Novo N. Karadžić, svršeni bogoslov iz Lijeve Rijeke, je u okolini Bijelog Polja uhvaćen i zverski ubijen od svojih bratučeda partizana Luke Žarića i njegovih sinova.
Žrtve Durmitorskog partizanskog odreda su bili sveštenik Novo Delić iz Drobnjaka i protojerej Bogdan Cerović sa Žabljaka. U isto vreme, u Bosnu, kod Šavnika, izrečena je smrtna presuda proti Mitru Lopušini, ali je on uspeo da pobegne. Sveštenika Delića su bacili u jamu u Šavniku, sa još 16 uglednih ljudi.
U Crmnici su komunisti opljačkali skoro sve manastire, a u nekima su čak i logorske vatre palili. Tako je u crkvi Svete Petke u Podgori potpuno spaljen ikonostas sa ikonama i odeždama.
Za vreme napada na Pljevlja, 1. decembra 1941. godine, komunisti su upali u manastir Svete Trojice. Uhvatili su arhimandrita Serafima Džarića, 75-godišnjeg starca, prethodno mu počupali bradu, a onda ga zadavili.
Na Badnji dan 1942, komunisti su pobili i u reku Taru bacili 38 ljudi. Među njima su bila i dva sveštenika iz sreza kolašinskog: Đuro Tomović i Petar Grdinić.
Iz rovačke opštine ubijeni su i bačeni u jamu Mrtvica, u februaru 1942, sveštenik Krsto Bećković i teolog Peko Jovanović. Ista jama progutala je još 16 Rovčana.
Sveštenik Savo Pejovića iz Boke Kotorske, krajem marta 1942, ubijen na putu za Pobore, gde je išao da služi Svetu Liturgiju.
Komunisti nisu samo ubijali sveštenike, već su ih na razne načine zlostavljali i ponižavali sa namerom da unize njihov ugled u narodu. Prota Kosarić i još jedan sveštenik bili su upregnuti u konjske kočije, a komunisti su o tom „herojskom podvigu“ ispevali pesmu: „Vjerne sluge proroka Ilije, upregnute u konjske kočije…“
Odmah posle rata, zverski je ubijeno nekoliko sveštenika. U Krtolama kod Kotora, uhapšen je prota Mihailo Barbić, pod lažnom optužbom da je izdao Nemcima neke komuniste koji su kasnije likvidirani. Dugo je zverski mučen u kotorskom zatvoru, gde je i ubijen, a njegov leš je bačen u zatvorsku septičku jamu.
Na drugoj strani Crne Gore, pop Prijović, sa Čemerna kod Pljevalja, ubijen je decembra 1945. Prethodno je neljudski mučen, bacan u vodu po decembarskom mrazu, jahan, čupana mu brada, surovo batinan.
Najstravičnija sudbina zadesila je 76 sveštenika, na čelu sa mitropolitom Joanikijem, koji su hteli da izbegnu sudbinu velikog broja svoje braće, pa su krenuli u povlačenje sa četnicima Pavla Đurišića, preko Sandžaka i Bosne. Od 76 sveštenika, samo su nekolicina preživeli veliki komunistički zločin.
Na Saboru u Nikšiću 29. decembra 1943. godine komunizam je osuđen kao najveći neprijatelj Crkve i naroda.
Broj sveštenika Srpske pravoslavne crkve koji su pristupili partizanima je daleko veći od broja sveštenih lica drugih konfesija.

## Četnici
Hrvatsko-američki istoričar Jozo Tomašević smatra da su četnici tokom Drugog svetskog rata imali značajnu podršku Srpske pravoslavne crkve. Cilj četnika je bio odbrana monarhije Karađorđevića i obnova Kraljevine Jugoslavije.
Veći deo sveštenstva i skoro čitav episkopat Srpske pravoslavne crkve sarađivao je za vreme rata sa Jugoslovenskom vojskom u otadžbini Draže Mihailovića. Đuro Đurović, generalni sekretar Centralnog nacionalnog komiteta JVuO, je tokom svog suđenja 1945. svedočio da je „3/4 pravoslavnog sveštenstva podržavalo pokret Draže Mihailovića“. Većina sveštenstva je još pre rata bila antikomunistički nastrojena.
Tokom rata u Jugoslaviji su čak neki pravoslavni sveštenici postali četnički komandanti, kao npr. Momčilo Đujić i Savo Božić. Joanikije Lipovac, crnogorsko-primorski mitropolit SPC, je za vreme Drugog svjetskog rata pregovarao sa italijanskim i nemačkim vlastima i podržavao aktivno četnički pokret.

## Ustaše
Srpska pravoslavna crkva se 1941. našla na udaru brutalnih ustaških mera koje su imale za cilj njeno potpuno uništenje na svim teritorijama pod njihovom vlašću. Ante Pavelić je prilikom susreta sa Hitlerom u Berlinu, 6. juna 1941. godine, optužio Srpsku pravoslavnu crkvu za „istorijsku prevaru“ i „prisvajanje“ dela hrvatskog naroda u čijem je „odnarođavanju“ imala ulogu u Bosni i Hercegovini.
Ustaše su 5. maja 1941. uhapsile i odmah ubile banjalučkog episkopa Platona Jovanovića, zatim su 12. maja uhvatile i ubrzo ubile sarajevskog mitropolita Petra Zimonjića, a sredinom avgusta ubijen je episkop gornjokarlovački Sava Trlajić. Od maja do decembra 1941, ustaše su ubile još preko 150 sveštenika Srpske pravoslavne crkve.
Od 1941. do 1945. u NDH je uništeno, spaljeno, oštećeno ili oskrnavljeno više od 450 pravoslavnih crkava, a ubijeno, proterano i pokatoličeno više od milion pravoslavnih Srba.
Ustaški komandanti, počinitelji i učesnici u genocidu protiv srpskog naroda, među kojima su bili i sveštenici hrvatske rimokatoličke crkve imali su za cilj da unište srpsko nacionalno biće u NDH i obrišu tragove njihove istorijske prisutnosti.
U hramovima SPC uništeni su monumentalni ikonostasi, hiljade ikona, veliki broj rukopisa i retkih knjiga, uključujući knjige - knjige rođenih, venčanih i umrlih, opsežne arhivske građe i veliki broj crkvenih objekata kulturno-istorijskog značaja i lepote.

## Literatura
- Basta, Milan (1971). Agonija i slom Nezavisne Države Hrvatske. Beograd: Rad.
- Basta, Milan (1986). Rat je završen 7 dana kasnije (5 изд.). Beograd: Privredni pregled.
- Bulajić, Milan (1988). Ustaški zločini genocida i suđenje Andriji Artukoviću 1986. godine. 1. Beograd: Rad.
- Bulajić, Milan (1988). Ustaški zločini genocida i suđenje Andriji Artukoviću 1986. godine. 2. Beograd: Rad.
- Bulajić, Milan (1989). Ustaški zločini genocida i suđenje Andriji Artukoviću 1986. godine. 3. Beograd: Rad.
- Bulajić, Milan (1989). Ustaški zločini genocida i suđenje Andriji Artukoviću 1986. godine. 4. Beograd: Rad.
- Bulajić, Milan (1992). Misija Vatikana u Nezavisnoj Državi Hrvatskoj: "Politika Stepinac" razbijanja jugoslovenske države i pokatoličavanja pravoslavnih Srba po cijenu genocida; Stvaranje Civitas Dei - Antemurale Christiantitatis. 1. Beograd: Politika.
- Bulajić, Milan (1992). Misija Vatikana u Nezavisnoj Državi Hrvatskoj: "Politika Stepinac" razbijanja jugoslovenske države i pokatoličavanja pravoslavnih Srba po cijenu genocida; Stvaranje Civitas Dei - Antemurale Christiantitatis. 2. Beograd: Politika.
- Bulajić, Milan (2007). Jasenovac: Uloga Vatikana u nacističkoj Hrvatskoj. Beograd: Pešić i sinovi.
- Гавриловић, Славко (1996а). „Унијаћење Срба у Хрватској, Славонији и Барањи (XVI-XVIII век)”. Српски народ ван граница данашње СР Југославије од краја XV века до 1914. године. Београд: Завод за уџбенике и наставна средства. стр. 37—47.
- Гавриловић, Славко (1996b). „Проблем унијаћења и кроатизације Срба”. Република Српска Крајина. Топуско-Книн-Београд: Српско културно друштво "Сава Мркаљ", Српско културно друштво "Зора", Радничка штампа. стр. 111—126.
- Давидов, Динко (2013). Тотални геноцид: Независна Држава Хрватска 1941-1945. Београд: Завод за уџбенике.
- Dedijer, Vladimir (1987). Vatikan i Jasenovac: Dokumenti. Beograd: Rad.
- Ђурић, Вељко Ђ. (1989). Усташе и православље: Хрватска православна црква. Београд.
- Ђурић, Вељко Ђ. (1991). Прекрштавање Срба у Независној Држави Хрватској: Прилози за историју верског геноцида. Београд: Алфа.
- Ђурић, Вељко Ђ. (1997). Голгота Српске православне цркве 1941-1945. Београд: Народна књига, Алфа.
- Živojinović, Dragoljub R.; Lučić, Dejan V. (1988). Varvarstvo u ime Hristovo: Prilozi za Magnum Crimen. Beograd: Nova knjiga.
- Živojinović, Dragoljub R.; Lučić, Dejan V. (2000). Varvarstvo u ime Hristovo: Vatikanska kandža. 1. Zrenjanin: Ekopres.
- Živojinović, Dragoljub R.; Lučić, Dejan V. (2001). Varvarstvo u ime Hristovo: Vatikan - giljotina za Srbe. 2. Zrenjanin: Ekopres.
- Јевтић, Атанасије (1991). „О унијаћењу на територији Српске православне цркве” (PDF). Теолошки погледи. 24 (1-4): 131—146. Архивирано из оригинала (PDF) 01. 10. 2020. г. Приступљено 23. 03. 2018.
- Jelić-Butić, Fikreta (1977). Ustaše i Nezavisna Država Hrvatska 1941-1945. Zagreb: Sveučilišna naklada Liber, Školska knjiga.
- Koljanin, Milan (2019). „Preveravanje Srba u Nezavisnoj Državi Hrvatskoj” (PDF). Pokatoličavanje Srba u Nezavisnoj Državi Hrvatskoj: Zbornik radova. Zagreb: : Srpsko narodno vijeće. стр. 13—100.
- Kučeković, Aleksandra (2019). „Rušenje pravoslavnih crkava na području Pakračko-slavonske eparhije početkom Drugog svetskog rata: osvrt iz ugla sačuvane eparhijske arhive” (PDF). Pokatoličavanje Srba u Nezavisnoj Državi Hrvatskoj: Zbornik radova. Zagreb: : Srpsko narodno vijeće. стр. 441—462.
- Cornwell, John (1999). Hitler's Pope: The Silence of Pius XII. London: Viking.
- Корнвел, Џон (2000). Хитлеров папа: Тајна историја Пија XII. Београд: Службени лист СРЈ.
- Lukač, Dušan (1988). „Denacionalizacija, iseljavanje i genocid na Balkanu u toku Drugog svetskog rata” (PDF). Istorija 20. veka: Časopis Instituta za savremenu istoriju. 6 (1-2): 53—85.
- Ђорђе Милиша, "Клеро-фашизам - главни чинилац усташке политике", Catena Mundi, књ. 2, Београд 1992, 192-195.
- Milošević, Slobodan D. (1985). „O prekrštavanju pravoslavnog stanovništva u NDH u vreme Drugog svetskog rata” (PDF). Istorija 20. veka: Časopis Instituta za savremenu istoriju. 3 (2): 71—92.
- Мирковић, Јован (2014). Злочини над Србима у Независној Држави Хрватској – фотомонографија / Crimes against Serbs in the Independent State of Croatia – photomonograph. Свет књиге, Београд. ISBN 978-86-7396-465-2. Архивирано из оригинала 10. 06. 2015. г. Приступљено 19. 07. 2017.
- Mužić, Ivan (1991). Pavelić i Stepinac. Split: Logos.
- Mužić, Ivan (2003). Katolička crkva, Stepinac i Pavelić. Split: Marjan Tisak.
- Novak, Viktor (1948). Magnum Crimen: Pola vijeka klerikalizma u Hrvatskoj. Zagreb: Nakladni zavod Hrvatske.
- Paris, Edmond (1961). Genocide in Satellite Croatia, 1941-1945: A Record of Racial and Religious Persecutions and Massacres. Chicago: American Institute for Balkan Affairs.
- Пузовић, Предраг (2002). „Платон Јовановић, епископ бањалучки (1874—1941)” (PDF). Богословље: Часопис Православног богословског факултета у Београду. 61 (1): 243—251. Архивирано из оригинала (PDF) 25. 12. 2019. г. Приступљено 24. 03. 2018.
- Phayer, Michael (2000). The Catholic Church and the Holocaust, 1930–1965. Bloomington and Indianapolis: Indiana University Press.
- Phayer, Michael (2008). Pius XII, the Holocaust, and the Cold War. Bloomington and Indianapolis: Indiana University Press.
- Radanović, Milan (2019). „Prisilna asimilacija, internacije i masakri: Položaj pokatoličenih Srba u Velikoj župi Baranja 1941–1942.” (PDF). Pokatoličavanje Srba u Nezavisnoj Državi Hrvatskoj: Zbornik radova. Zagreb: : Srpsko narodno vijeće. стр. 241—378.
- Радић, Радмила (2006). Живот у временима: Гаврило Дожић 1881-1950 (1. изд.). Београд: Институт за новију историју Србије.
- Радић, Радмила (2011) [2006]. Живот у временима: Патријарх Гаврило Дожић 1881-1950 (2. доп. изд.). Београд: Православни богословски факултет.
- Ривели, Марко Аурелио (1999). Надбискуп геноцида: Монсињор Степинац, Ватикан и усташка диктатура у Хрватској 1941-1945. Никшић: Јасен.
- Ristović, Milan (2000). „Treći Rajh i pravoslavne crkve na Balkanu u Drugom svetskom ratu”. Dijalog povjesničara - istoričara. 2. Zagreb: Zaklada Friedrich Naumann. стр. 551—568.
- Симић, Сима (1958). Прекрштавање Срба за време Другог светског рата. Титоград: Графички завод.
- Слијепчевић, Ђоко М. (1966). Историја Српске православне цркве. књ. 2. Минхен: Искра.
- Стојановић, Александар (2012). „Радослав Грујић о преносу моштију српских светитеља априла 1942. године из НДХ У окупирану Србију” (PDF). Токови историје: Часопис Института за новију историју Србије (1): 69—86.
- Tomasevich, Jozo (1975). War and Revolution in Yugoslavia, 1941-1945: The Chetniks. 1. Stanford: Stanford University Press.
- Tomašević, Jozo (1979). Četnici u drugom svjetskom ratu 1941-1945. Zagreb: Liber.
- Tomasevich, Jozo (2001). War and Revolution in Yugoslavia, 1941-1945: Occupation and Collaboration. 2. Stanford: Stanford University Press.
- Tomašević, Jozo (2010). Rat i revolucija u Jugoslaviji 1941-1945: Okupacija i kolaboracija. Zagreb: EPH, Liber.
- Škiljan, Filip (2014). „Preveravanje Srba na području sjeverozapadne Hrvatske 1941. i 1942. godine” (PDF). Tokovi istorije: Časopis Instituta za noviju istoriju Srbije (1): 135—173.
- Škiljan, Filip (2016). „Vjerski prijelazi s pravoslavne na rimokatoličku vjeroispovijest u NDH (1941—1945) na području arhiđakonata Svetačje (Novska, Nova Gradiška, Oriovac)” (PDF). Култура полиса: Часопис за неговање демократске политичке културе. 13 (31): 185—202. Архивирано из оригинала (PDF) 16. 02. 2018. г. Приступљено 15. 02. 2018.
- Škiljan, Filip (2017). „Prevjeravanja pravoslavnih Srba u Goričkom arhiđakonatu (Karlovac i okolica) između 1941. i 1945. godine”. Архив: Часопис Архива Југославије. 18 (1-2): 127—145. Архивирано из оригинала 16. 02. 2018. г. Приступљено 15. 02. 2018.
- Škiljan, Filip (2019). „Vjerski prijelazi s pravoslavne na rimokatoličku i grkokatoličku vjeroispovijest (prekrštavanja) na području Zagrebačke nadbiskupije između 1941. i 1945.” (PDF). Pokatoličavanje Srba u Nezavisnoj Državi Hrvatskoj: Zbornik radova. Zagreb: : Srpsko narodno vijeće. стр. 191—240.
- Škiljan, Filip (2020). „Prekrštavanje Srba na području današnje Bosne i Hercegovine 1941. i 1942. godine prema sačuvanoj dokumentaciji iz fonda Ministarstva pravosuđa i bogoštovlja Nezavisne Države iz Hrvatskog državnog arhiva”. Годишњак за истраживање геноцида. 12 (1): 121—146.

## Spoljašnje veze
- Предраг Мирковић: Приказ књиге "Духовни геноцид", Музеј СПЦ 1997.